# Karl Mundstock
Karl Mundstock (* 26. März 1915 in Berlin; † 31. August 2008) war ein deutscher Schriftsteller. Während der NS-Herrschaft war er Mitglied der Widerstandsgruppe Rote Kapelle und nach Ende des Zweiten Weltkrieges war er als Autor in der DDR erfolgreich.

## Leben
Karl Mundstock war der Sohn eines Tapezierers und einer Näherin. Er erhielt Gelegenheit zum Besuch der Schulfarm auf der Insel Scharfenberg, wo er sich mit Hans Coppi anfreundete. Von 1932 bis 1934 war er Schüler der Karl-Marx-Schule in Berlin-Neukölln. Nachdem er 1933 dem Kommunistischen Jugendverband Deutschlands beigetreten war, wurde er im Herbst 1933 von den neuen nationalsozialistischen Machthabern einige Wochen lang in „Schutzhaft“ gehalten. 1934 erfolgte eine erneute Verhaftung und Anklage wegen Verbreitung einer illegalen Veröffentlichung. Mundstock wurde wegen Vorbereitung zum Hochverrat zu zwei Jahren Jugendstrafe verurteilt. Während seiner Haftzeit begann er mit dem Verfassen von Gedichten.
Nach der Haftentlassung arbeitete er als Fräser, Packer und Beifahrer. 1936 war er Mitglied der illegalen KPD geworden, für die er im Widerstand gegen den Nationalsozialismus in einer Gruppe der Roten Kapelle tätig war. Von 1938 bis 1939 absolvierte er vier Semester eines Fernstudiums im Fach Maschinenbau, wurde dann jedoch zwangsexmatrikuliert. 1939 wurde er zur Wehrmacht eingezogen und musste bis 1944 als Soldat am Zweiten Weltkrieg teilnehmen. 1944 wurde er erneut verhaftet, die Anklage lautete nunmehr auf Wehrkraftzersetzung, sie blieb jedoch für Mundstock ohne Folgen. Kurz darauf geriet er in britische Kriegsgefangenschaft. Im Dezember 1945 kehrte er nach Berlin zurück, wo er seitdem als freier Schriftsteller lebte.
Karl Mundstock ist Verfasser von Romanen, Erzählungen, Jugendbüchern, Reportagen, Gedichten und Drehbüchern. Nachdem er Ende der 1940er Jahre vor allem journalistische Arbeiten für verschiedene Berliner Zeitungen geliefert hatte, wurde er 1952 durch den Roman Helle Nächte bekannt, der den Aufbau des Eisenhüttenkombinats Ost im neu gegründeten Stalinstadt zum Hintergrund hat. In seinen folgenden Büchern – insbesondere in den Bänden Bis zum letzten Mann, Die Stunde des Dietrich Conradi und Sonne in der Mitternacht – verarbeitete Mundstock seine Kriegserlebnisse. Nachdem bereits die Drastik der Darstellung im zweiten der genannten Bücher von offizieller Seite kritisiert worden war, wurde 1970 Wo der Regenbogen steigt, ein Band mit Reportagen über Eisenhüttenstadt, auf Veranlassung des Zentralkomitees der SED wegen Mundstocks angeblich „grobianischer“ Sprache zurückgezogen und eingestampft. Neben zwei Bänden mit Erinnerungen in Prosa veröffentlichte Mundstock 1974 unter dem Titel Frech und frei eine bereits in den 1930er Jahren begonnene Autobiografie in Versen.
Karl Mundstock war seit 1953 Mitglied des Schriftstellerverbandes der DDR und seit 1965 des PEN-Zentrums der DDR; seit 1990 gehörte er dem Verband Deutscher Schriftsteller an. Er erhielt u. a. folgende Auszeichnungen: 1974 den Vaterländischen Verdienstorden in Silber, 1983 den Literaturpreis des FDGB, 1984 den Goethe-Preis der Hauptstadt der DDR sowie 1985 einen Nationalpreis der DDR II. Klasse für Kunst und Literatur.
Auch nach dem Ende der DDR blieb Mundstock, nunmehr Mitglied der PDS, dem Klassenkampf treu und rief noch 2003 in einer Schrift zur Programmatik seiner Partei den „Scharfrichter Proletariat“ dazu auf, seines von der Geschichte übertragenen Amtes zu walten.

## Werke
- Der Messerkopf, Berlin 1950
- Der Gasmann kommt, Berlin 1951
- Schneller ist besser, Halle (S.) 1951
- Helle Nächte, Halle (Saale) 1952
- Ali und die Bande vom Lauseplatz, Halle (Saale) 1955
- Bis zum letzten Mann, Halle (Saale) 1957
- Die Stunde des Dietrich Conradi, Halle (Saale) 1958
- Sonne in der Mitternacht, Halle (S.) 1959
- Die alten Karten stimmen nicht mehr, Halle (Saale) 1960
- Gespenster-Edes Tod und Auferstehung, Berlin 1962
- Tod an der Grenze, Halle (Saale) 1969
- Karl Mundstock, Berlin 1970
- Wo der Regenbogen steigt, Halle (Saale) 1970
- Frech & frei, Halle (Saale) 1974
- Meine tausend Jahre Jugend, Halle [u. a.] 1981
- Zeit der Zauberin, Halle [u. a.] 1985
- Brief nach Bayern, Berlin 1999
- Der Tod des Millionen-Jägers. Die Wüste, Berlin 2000
- Die unsterbliche Macke, Egelsbach [u. a.] 2001
- Raus aus dem Dilemma, Berlin 2003
- Meine tausend Jahre Jugend , Rostock 2005